# As Tears Go By (Film)
As Tears Go By (Originaltitel chinesisch 旺角卡門 / 旺角卡门, Pinyin Wàngjiǎo Kǎmén, Jyutping Wong6gok1 Kaa1mun4 – „Mongkok-Carmen“) ist ein Action-Kriminaldrama aus Hongkong aus dem Jahr 1988 mit Andy Lau, Maggie Cheung und Jacky Cheung in den Hauptrollen. Der Film war das Regiedebüt von Wong Kar-wai und wurde von Martin Scorseses Mean Streets inspiriert. Die zentrale Handlung dreht sich um ein Mitglied einer kleinen Triade, das versucht, seinen Freund aus Schwierigkeiten herauszuhalten. Der Film wurde 1989 im Rahmen der International Critics’ Week bei den Filmfestspielen von Cannes gezeigt.

## Kritiken
Eine rückblickende Rezension der New York Times stellt fest, dass „As Tears Go By eine neue Vision ankündigt, die noch nicht in perfektem Fokus steht“.
Auf Rotten Tomatoes hat der Film eine Zustimmungsrate von 85 % basierend auf 13 Kritiken mit einer durchschnittlichen Bewertung von 6,80/10.
Auf Metacritic erreicht der Film eine Punktzahl von 67 % basierend auf 12 Kritiken, was auf „allgemein positive Bewertungen“ hinweist.